# Mantello (araldica)
In araldica il mantello è simbolo di potestà sovrana ed è quindi riservato ai membri delle famiglie reali. In casi particolari il suo uso è stato concesso anche ad altri nobili, in riconoscimento di particolari meriti. Nella rappresentazione ordinaria il mantello è di colore cremisi ed è foderato di armellino.
Secondo il diritto nobiliare il manto è un ornamento connesso ai titoli di principe o duca, mentre quello utilizzato da re e imperatori è detto "padiglione" ed è annodato con cordoni dorati. L'elmo da cui muove il manto è sempre posto in maestà.
In Italia la casa reale portava diversi tipi di mantelli:
- il gran manto reale, portato dal Re nella sua veste di Capo e Gran Maestro dell'Ordine della Santissima Annunziata, è di velluto cremisino con ricami in oro e argento (crocette e nodi di Savoia) alternati con rose e lingue di fuoco e fiamme negli angoli; il manto è bordato dal gallone d'oro dell'Ordine;
- il manto reale, portato dal Re, dalla Regina e dal Principe ereditario, di velluto cremisino, bordato da un gallone d'oro dell'Ordine Supremo, guarnito di frangia d'oro e foderato di armellino;
- il manto dei Principi reali, di velluto cremisino, guarnito di frangia d'oro e foderato di armellino;
- il manto dei Principi del sangue, di velluto cremisino, bordato di una striscia di armellino e foderato della stessa pelliccia.

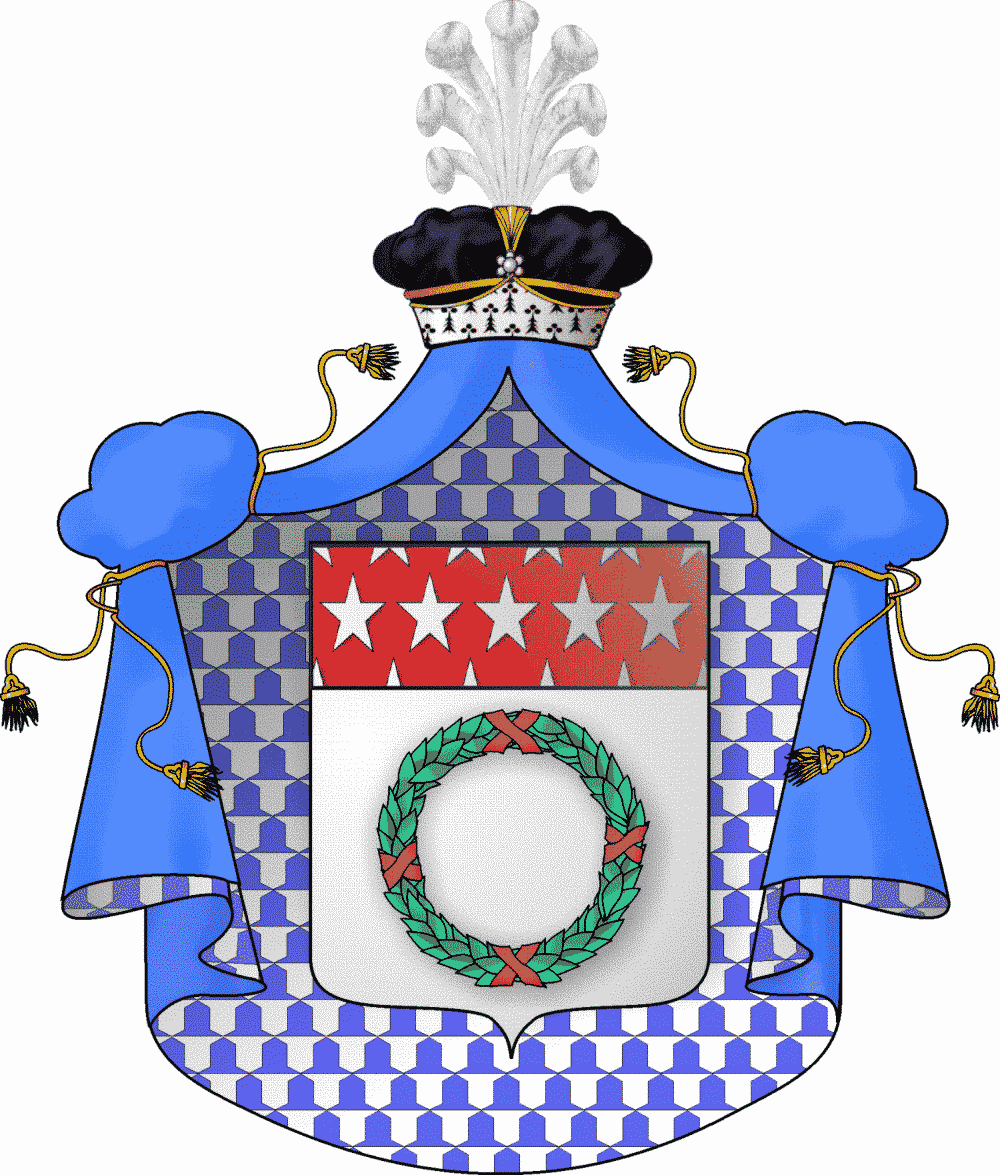
Manto d'azzurro foderato di vaio
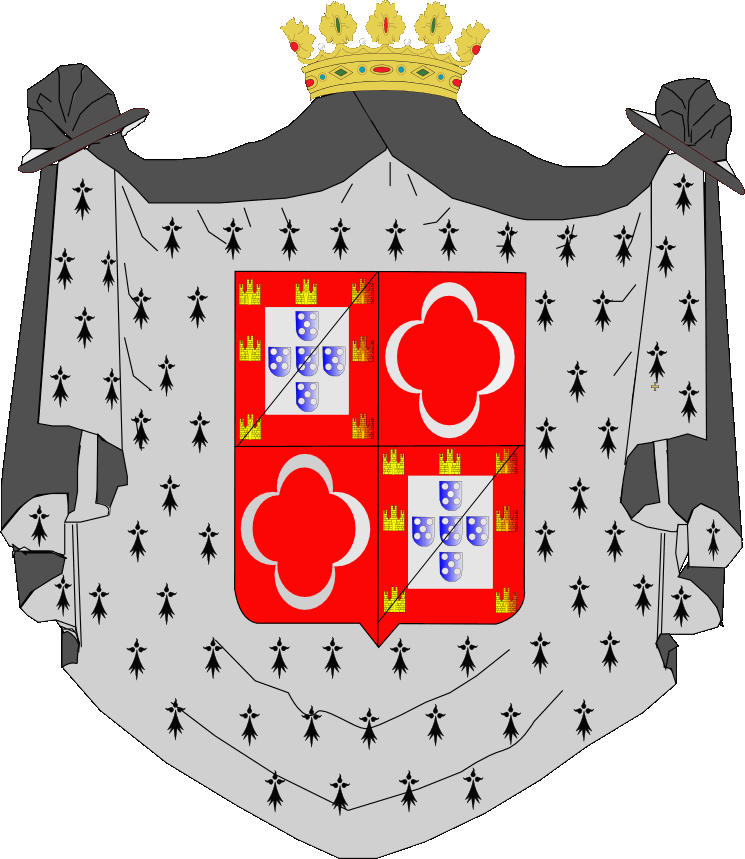
Manto foderato d'armellino
Manto foderato d'armellino
Mantello di rosso foderato d'armellino, per un principe